# Clan Mallardo
Il clan Mallardo è un sodalizio camorristico, operante nel territorio del comune di Giugliano in Campania, a nord della città di Napoli.
L'organizzazione venne creata da Francesco Mallardo, a cavallo tra gli anni settanta e ottanta del XX secolo.

## Storia
Il clan nasce nella seconda metà degli anni '70 ad opera di Francesco Mallardo, meglio noto come "Ciccio 'e Carlantonio", affiancato dal fratello Giuseppe e dal cugino Feliciano. Francesco e Giuseppe sono figli di Domenico, alias "Mimì 'e Carlantonio", contrabbandiere di sigarette, ucciso il 2 agosto 1967 per ordine di Alfredo Maisto, l'allora boss di Giugliano in Campania.
Dopo la morte per ictus di Maisto, scoppia una faida tra i Mallardo, desiderosi di vendicare il padre, e il clan Maisto, retto dopo la morte del boss dai suoi figli Luigi, Antonio ed Enrico. Ad avere la meglio saranno i Mallardo, che uccidono prima Luigi (nel 1979), poi Antonio (nel 1987) e infine Enrico (nel 1992).
I Mallardo sono inoltre uno dei clan che costituirono la Nuova Famiglia, nata con l'obiettivo di porre fine allo strapotere di Raffaele Cutolo e della sua Nuova Camorra Organizzata. L'ascesa al potere di questo clan è legato indissolubilmente a quella dei clan Licciardi e Contini, grazie al patto stretto tra i tre rispettivi boss e battezzato col nome di Alleanza di Secondigliano. I tre boss, Francesco Mallardo, Gennaro Licciardi e Edoardo Contini, sono peraltro anche cognati avendo sposato tre sorelle Aieta (la quarta andata in sposa al luogotenente di Contini, Patrizio Bosti).
Successivamente il clan si è riorganizzato sul territorio, mantenendo il controllo delle attività estorsive e dei traffici di droghe. Ha inoltre consolidato i rapporti con i clan Licciardi di Secondigliano (Napoli) e Bidognetti di Casal di Principe (Caserta). Il 6 giugno 2012 i ROS dei Carabinieri eseguono 47 ordinanze di custodia cautelare con arresti nelle province di Napoli e Caserta; le accuse per gli indagati vanno dall'associazione di tipo mafioso all'estorsione, alla detenzione di armi da guerra.
I capi storici, i fratelli Giuseppe e Francesco Mallardo, sono attualmente all'ergastolo. Il boss Francesco Mallardo, prima di finire agli arresti, era elencato nella lista dei trenta latitanti più pericolosi d'Italia.
Il 27 maggio 2015, è deceduto nel carcere dell'Aquila Feliciano Mallardo, cugino dei capi clan Francesco e Giuseppe. Feliciano, che aveva preso le redini del sodalizio dopo che i cugini erano finiti in manette, era anch'egli stato arrestato nel maggio del 2011, nell’ambito di un blitz della Guardia di Finanza con l'accusa di associazione per delinquere di stampo mafioso, fu rinchiuso in carcere al regime del 41bis.
Il 29 aprile 2020, le forze dell’ordine hanno eseguito un sequestro per 50 milioni di euro a carico di Carmine Maisto, ritenuto legato al clan. Il provvedimento riguarda complessivamente 112 immobili, 15 società, numerosi conti correnti, 4 automobili di lusso, 2 scuderie ippiche, orologi di pregio ed altri beni di valore rilevante. Secondo gli inquirenti, Maisto è considerato alla stregua di un tesoriere dei Mallardo.